# Dandy 50/125

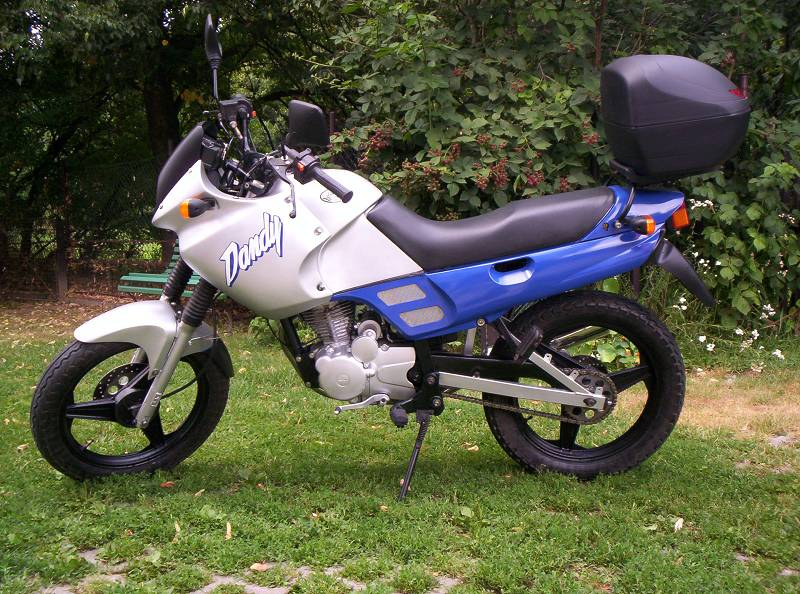
Motocykl Dandy 125 z období předání do Jawy

Motocykl s modelovým označením Dandy, byl vyvinut a vyráběn v devadesátých letech 20. století v jihočeském strojírenském podniku Motor Jikov, závod 05 Vodňany. Původní koncept s uzavřeným trubkovým rámem a licenčně vyráběným dvoutaktním vzduchem chlazeným jednoválcovým motorem Sachs o objemu 50 ccm byl navržen ve dvou designových variantách: klasik a sport. Na trh byl uveden roku 1995. Během následujících čtyřech roků byla na trh uvedena varianta se čtyřtaktním jednoválcovým motorem 125 ccm CPI a moderním vodou chlazeným jednoválcem Minarelli 50 ccm. Během tohoto období se firma přejmenovala nejprve na Moto Union, posléze Jawaunion. Roku 1999 bylo oznámeno rozhodnutí přesunout projekt motocyklu Dandy do Týnecké Jawy.

## Vývoj

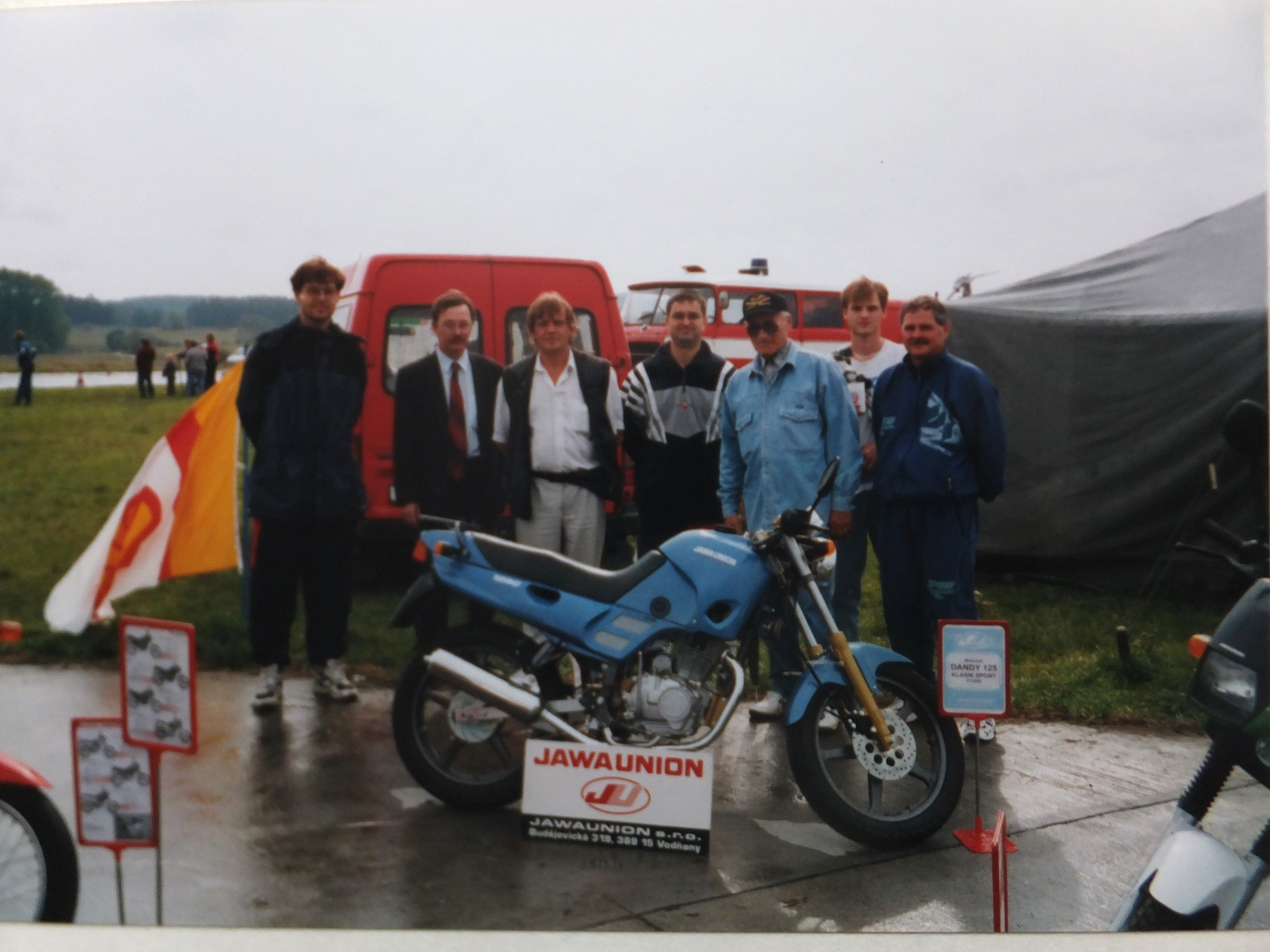
Motocykl Dandy 125C při závodech v Tchořovicích

Původcem motocyklu Dandy byl strakonický konstruktér Ing. František Pudil, dlouholetý konstruktér motocyklů ČZ, kterého si budějovická firma Motor Jikov najala jako šéfkonstruktéra projektu malého motocyklu. Idea výrobce byla výroba levného kvalitního motocyklu primárně pro západní trhy. Motor Jikov převzal licenční výrobu motorů Sachs s příslibem prodeje motocyklů v Německu pod značkou Sachs, spolupráce s firmou Sachs se však nerozvinula podle původních plánů. V prvních letech na konstrukci participoval konstruktér Ing. Ivan Feranec, hlavním technologem byl Josef Bureš. Původní design motocyklu byl dílem akademického sochaře Václava Kasíka. V roce 1994 tým vývojového oddělení doplnil Radek Maleč, Jaroslav Kreuz a Ing. Miroslav Panský (původně také ČZ), který později převzal funkci šéfkonstruktéra. Tým vývoje v období největšího rozkvětu v letech 1996–1998 zahrnoval téměř 20 techniků (po celou tuto dobu působili jako mechanici prototypové dílny a zkušebny prototypů především Miloš Pavlis, Karel Vondrášek). V období let 1993–1999 vznikla v hlavách a rukách jihočeských techniků nejen základní varianta motocyklu, ale i řada konstrukčních modifikací a designových faceliftů, z nichž některé se dostaly i do výroby.

## Dandy 50 s motorem Sachs

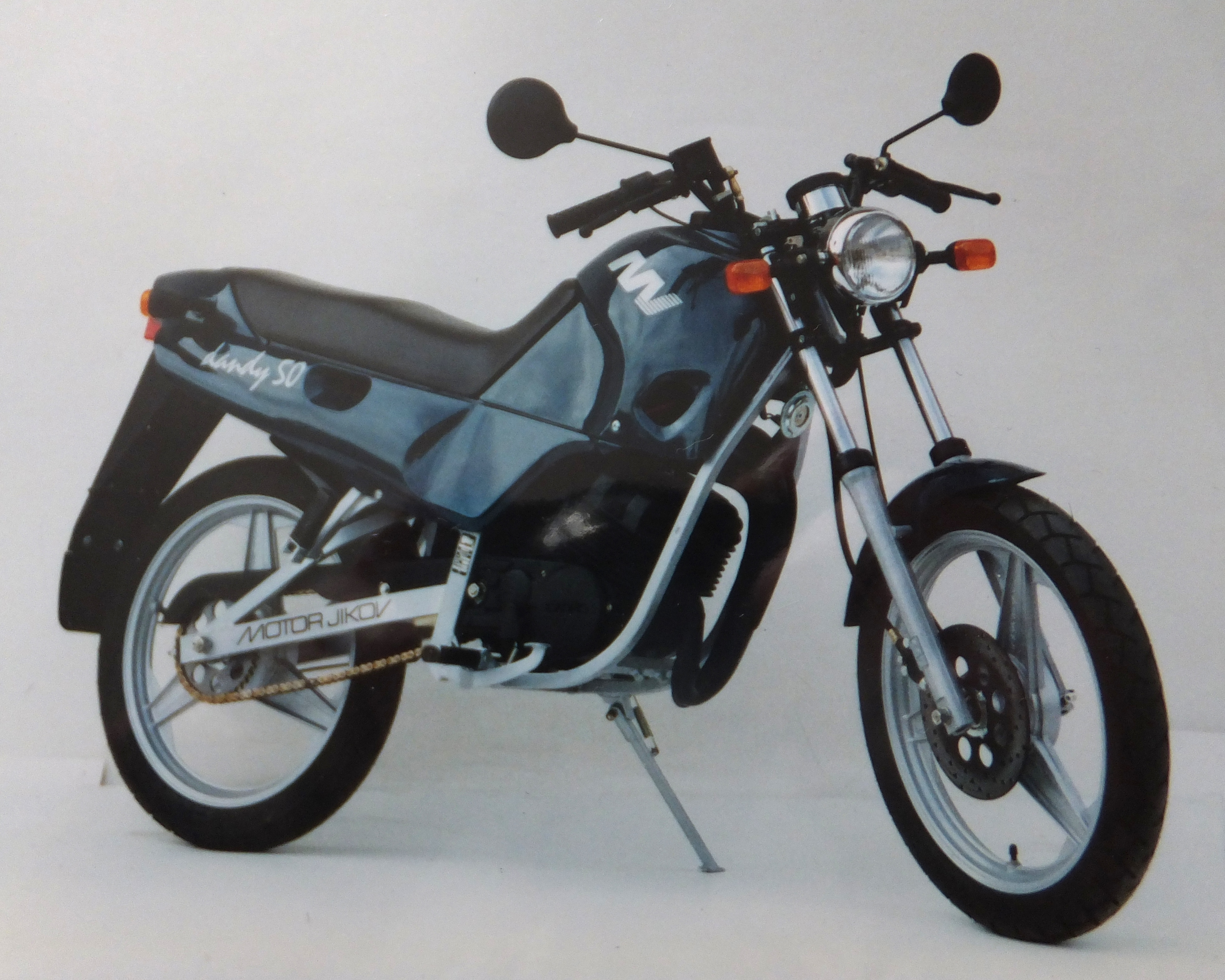
Původní Dandy 50 klasik

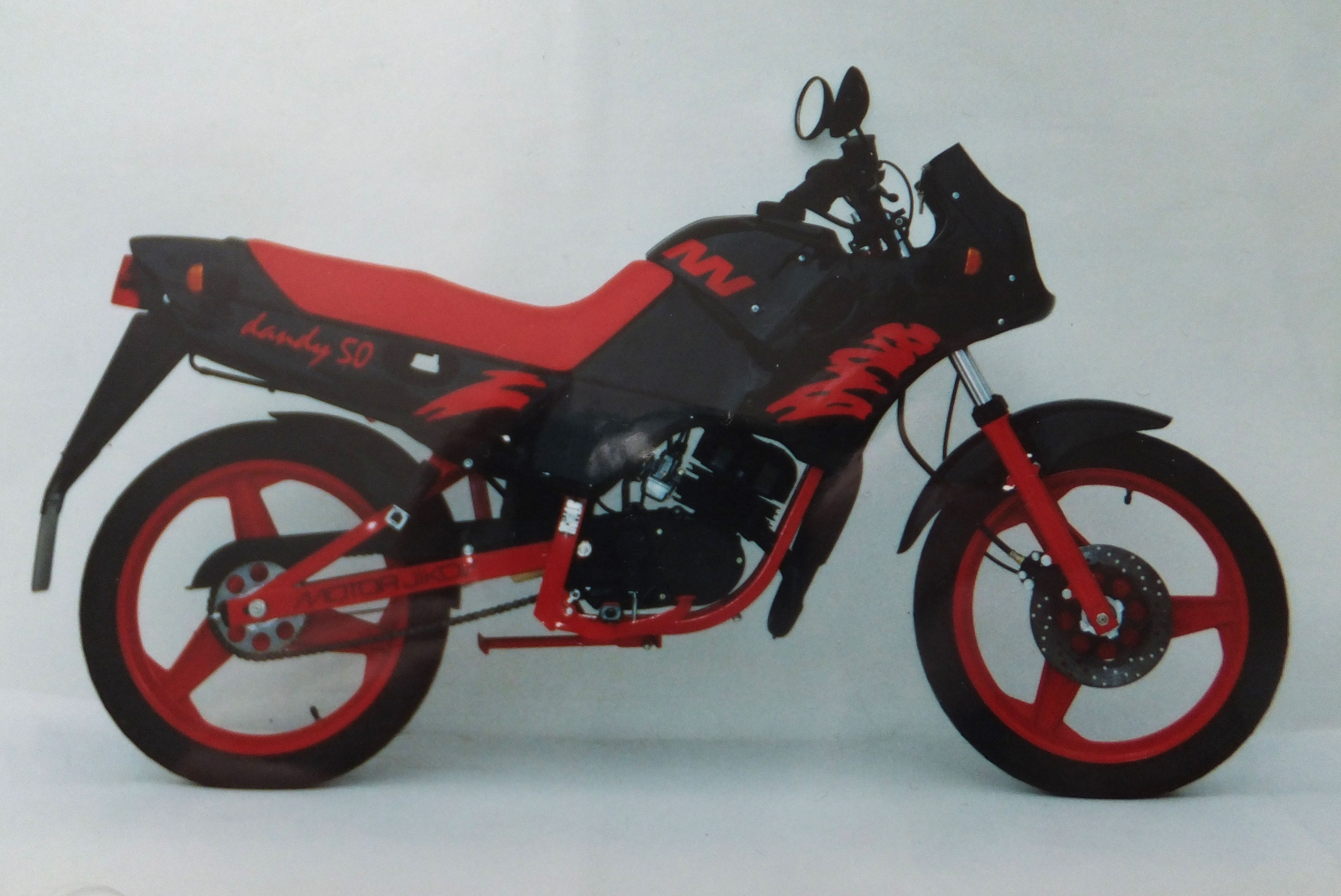
Původní Dandy 50 Sport

Na počátku byl motocykl s motorem Sachs v provedení klasik a sport s moderní polokapotáží. Většina vyrobených motocyklů směřovala do zahraničí, ve Vodňanech se tedy vyráběly motocykly v různých konstrukčních provedeních podle legislativních požadavků jednotlivých zemí (v EU nižší výkon a rychlost). Na místním trhu se motocykl prodával s následujícími parametry. 
Podvozek: Dvojitý kolébkový rám svařený z ocelových trubek kruhového a čtyřhranného průřezu. Přední kolo uloženo v teleskopické vidlici s kapalinovým tlumením, zdvih kola 170 mm. Zadní kolo vedeno kyvnou vidlicí s jedinou centrální pružící jednotkou, kapalinovým tlumením, zdvihem kola 150 mm. Přední brzda kotoučová s kapalinovým ovládáním a průměrem kotouče 220 mm. Zadní brzda bubnová s mechanickým ovládáním. Třípaprsková kola z lehké slitiny 1,6 × 17", pneu 2,75 × 17. Palivová nádrž o objemu 6,5 l, z toho rezerva 1,2 l. Motor: Zážehový dvoudobý vzduchem chlazený svislý jednoválec Fichtel & Sachs 1.160 AKF MJ s rozvodem pístem, mírně skloněný vpřed. Karburátor Bing 21/21/127 s prům. difuzoru 19 mm. Příplatkově byl motor vybaven odděleným mazáním čerpadlem Dellorto. Elektronické bezkontaktní zapalování VAPE nebo Iskra. Světelná cívka 12 V/80 W. Akumulátor YUASA 12 V – 4,5 Ah. Mechanické spouštění nožní pákou. Spotřeba 2,8–3,2 l. Převodové ústrojí: Primární převod ozubenými koly s šikmým ozubením 3,21. Mechanicky ovládaná vícelamelová spojka v olejové lázni. Pětistupňová převodovka s postupným přímým řazením nožní pákou. Převodové stupně 4,6 – 2,73 – 1,95 – 1,59 – 1,375. Sekundární převod částečně krytým řetězem] 2,53. Rozměry a parametry: Motocykl dosahoval maximální rychlosti 75 km/h při spotřebě 2,8 l/100 km. Délka 1950 mm, šířka 700 mm, výška 1070, výška sedla nad zemí 800 mm, světlá výška 240 mm, rozvor kol 1320 mm. Pohotovostní hmotnost 82 kg, užitečná hmotnost 150 kg.

## Závodní Dandy 50

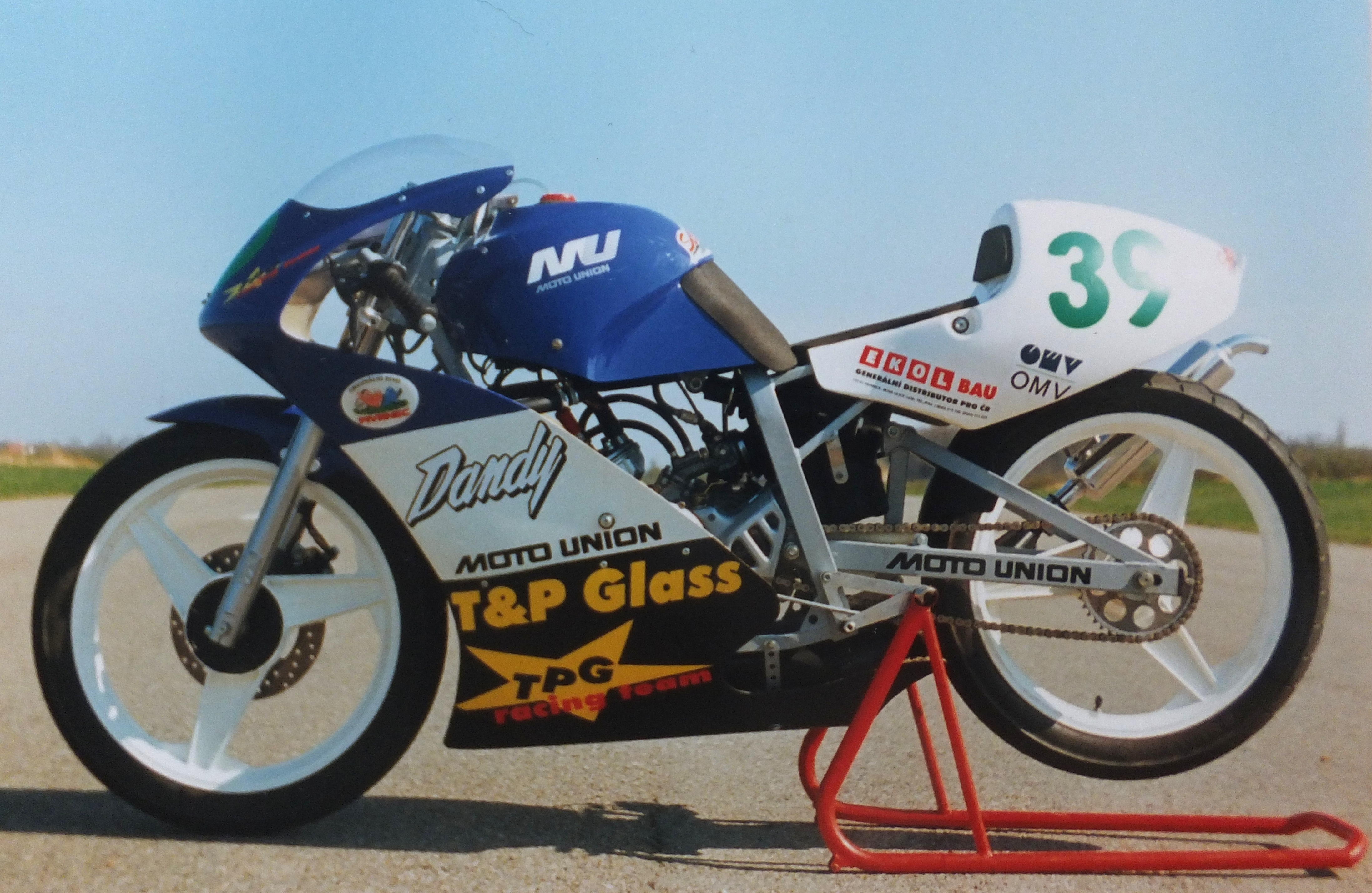
Závodní motocykl juniorských silničních závodů EURO 50. Speciál pro mladého Jakuba Smrže.

Ihned po uvedení Dandy 50 na trh začal tým vývoje pracovat na závodním motocyklu pro juniorské závody EURO50. V druhé polovině devadesátých let na tomto motocyklu začínal sbírat své závodnické zkušenosti mladý Kuba Smrž. Vznikla jak varianta motocyklu s motorem Sachs, tak později s úspěšnějším motorem Minarelli, který byl později převzat i do sérové výroby. Motocykl Dandy 50 úspěšně konkuroval motocyklu Jawa Mosquito na závodní dráze ale i v běžném provozu.

## Dandy 125 OHC CPI

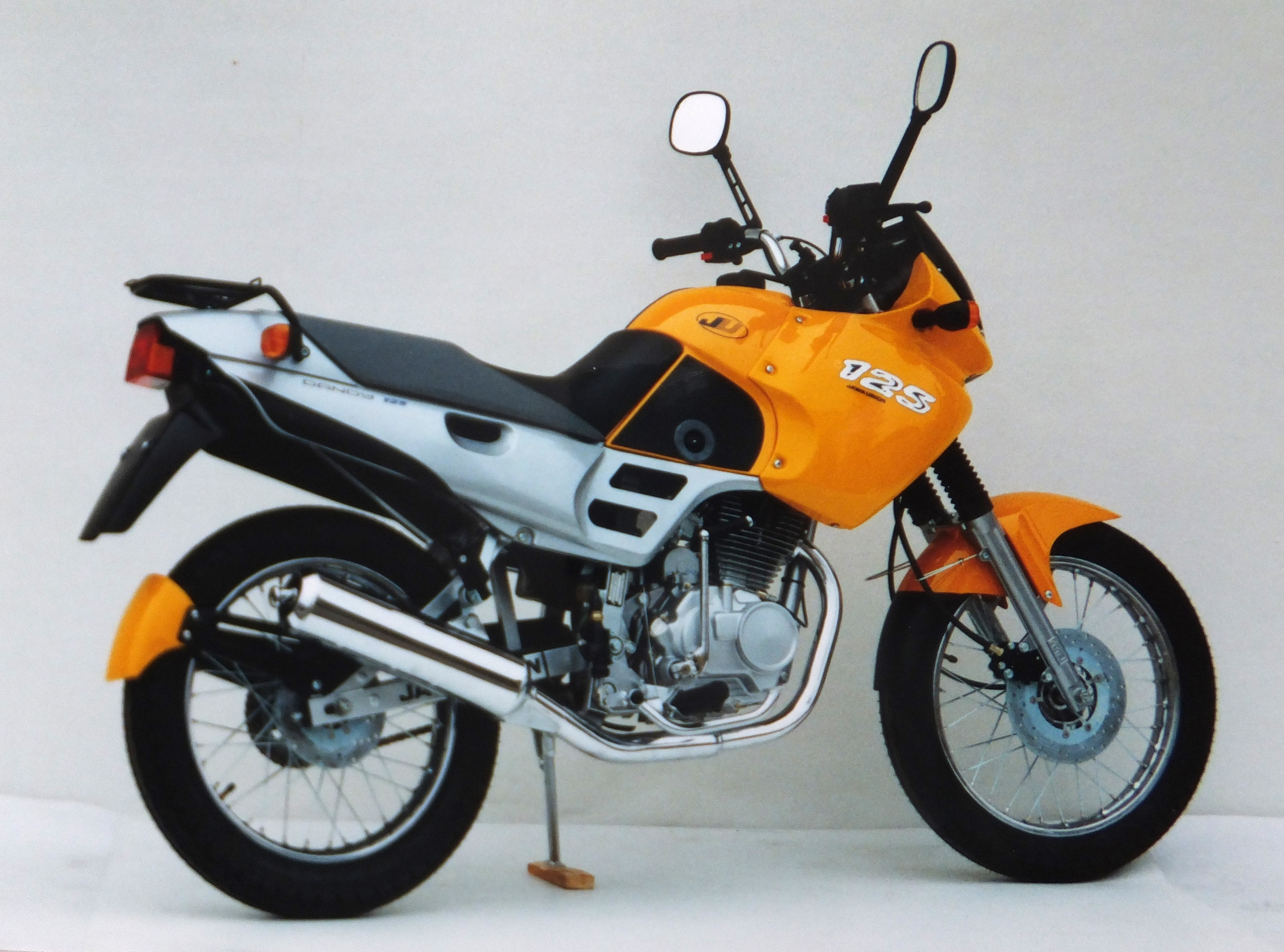
Motocykl Dandy 125 s čtyřtaktem OHC od CPI

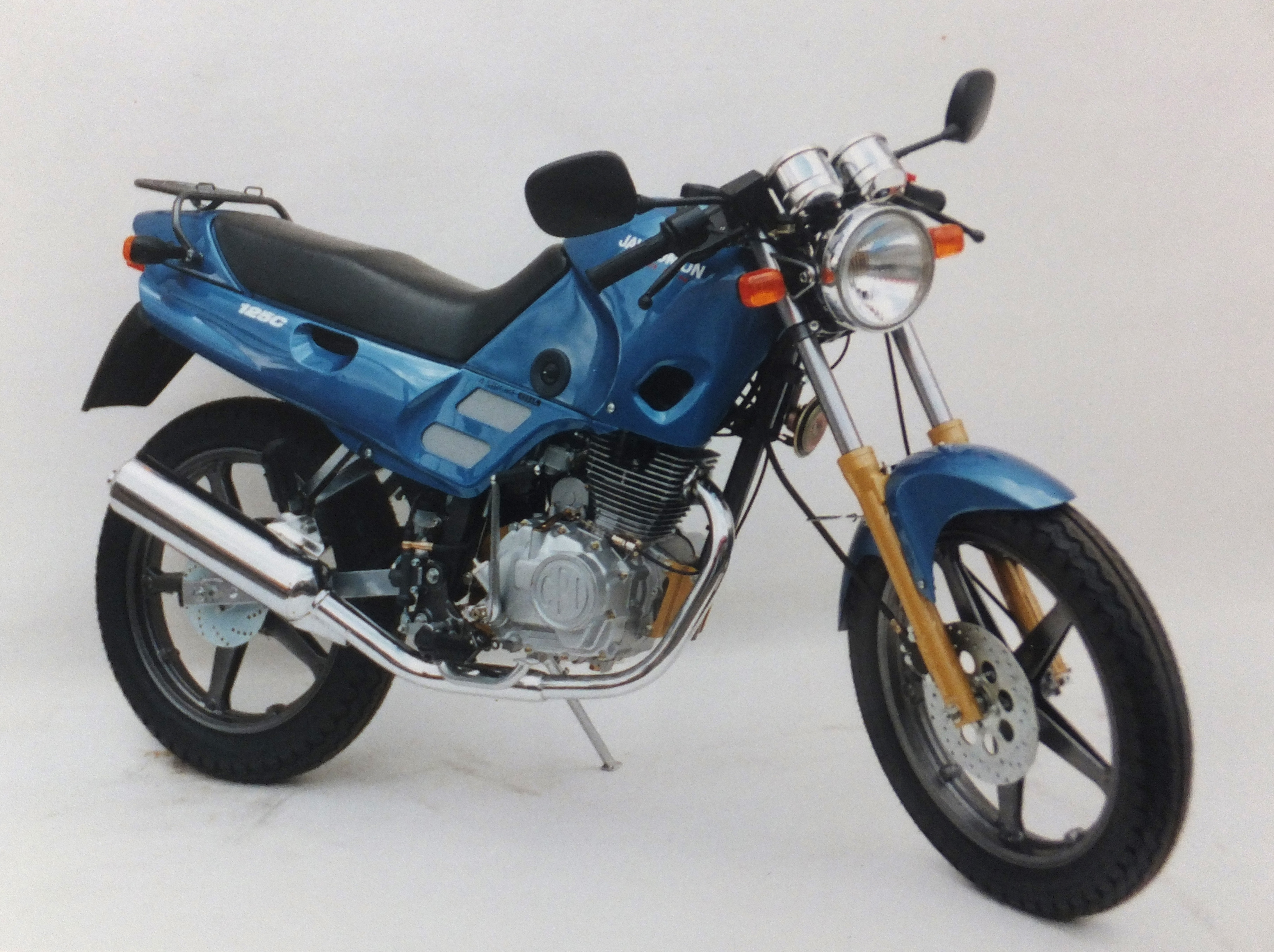
Prototyp Dandy 125C Thorn

Během krátké doby vznikl větší bratr Dandy 125 se čtyřtaktním motorem s rozvodem OHC od tchajwanského výrobce CPI, což byl vlastně licenčně vyráběný motor Honda. 
Podvozek: Páteřový rám svařený z ocelových trubek kruhového a čtyřhranného průřezu, motor byl nosným prvkem. Přední kolo uloženo v teleskopické vidlici s kapalinovým tlumením, zdvih kola 175 mm. Zadní kolo vedeno kyvnou vidlicí s jedinou centrální pružící jednotkou, kapalinovým tlumením, zdvihem kola 150 mm. Přední brzda kotoučová s kapalinovým ovládáním a průměrem kotouče 220 mm. Zadní brzda kotoučová s kapalinovým ovládáním a průměrem kotouče 180 mm. Třípaprsková kola z lehké slitiny 1,6 × 17", pneu 2,75 × 17. Palivová nádrž o objemu 6,5 l, z toho rezerva 1,2 l. Motor a převodovka: Čtyřdobý vzduchem chlazený jednoválec s rozvodem OHC zdvihového objemu 124 ccm, vrtání × zdvih 56,5 × 49,5 mm. Výkon 9,8 kW. Převodovka 5stupňová. El.startér i nožní páka. Rozměry a parametry: Motocykl dosahoval maximální rychlosti 120 km/h. Výška sedla nad zemí 830 mm, rozvor kol 1330 mm. Pohotovostní hmotnost 103 kg, užitečná hmotnost 150 kg. 
Motocykl Dandy 125 se již vyráběl s modernizovanou kapotáží. Předlohou tohoto faceliftu byla studentská práce studenta designu Jaroslava Čecha, kterou do konečné podoby přepracoval konstruktér Radek Maleč, který měl od roku 1997 na svědomí všechny následující modernizace designu motocyklů Dandy vytvořené ve Vodňanském vývoji. Motocykl byl osazen modernějšími ovládacími prvky, zrcátky, později přibyla i klasická "drátěná" kola, k motocyklu byla nabízena řada doplňků jako nosič zavazadel apod. Posledním prototypem byl model 125C Thorn na pěti-paprskových litých kolech a s modernizovaným velkým předním světlometem a přístroji. Tento prototyp je možné spatřit v Jihočeském motocyklovém muzeu v Českých Budějovicích.

## Dandy 50 Minarelli

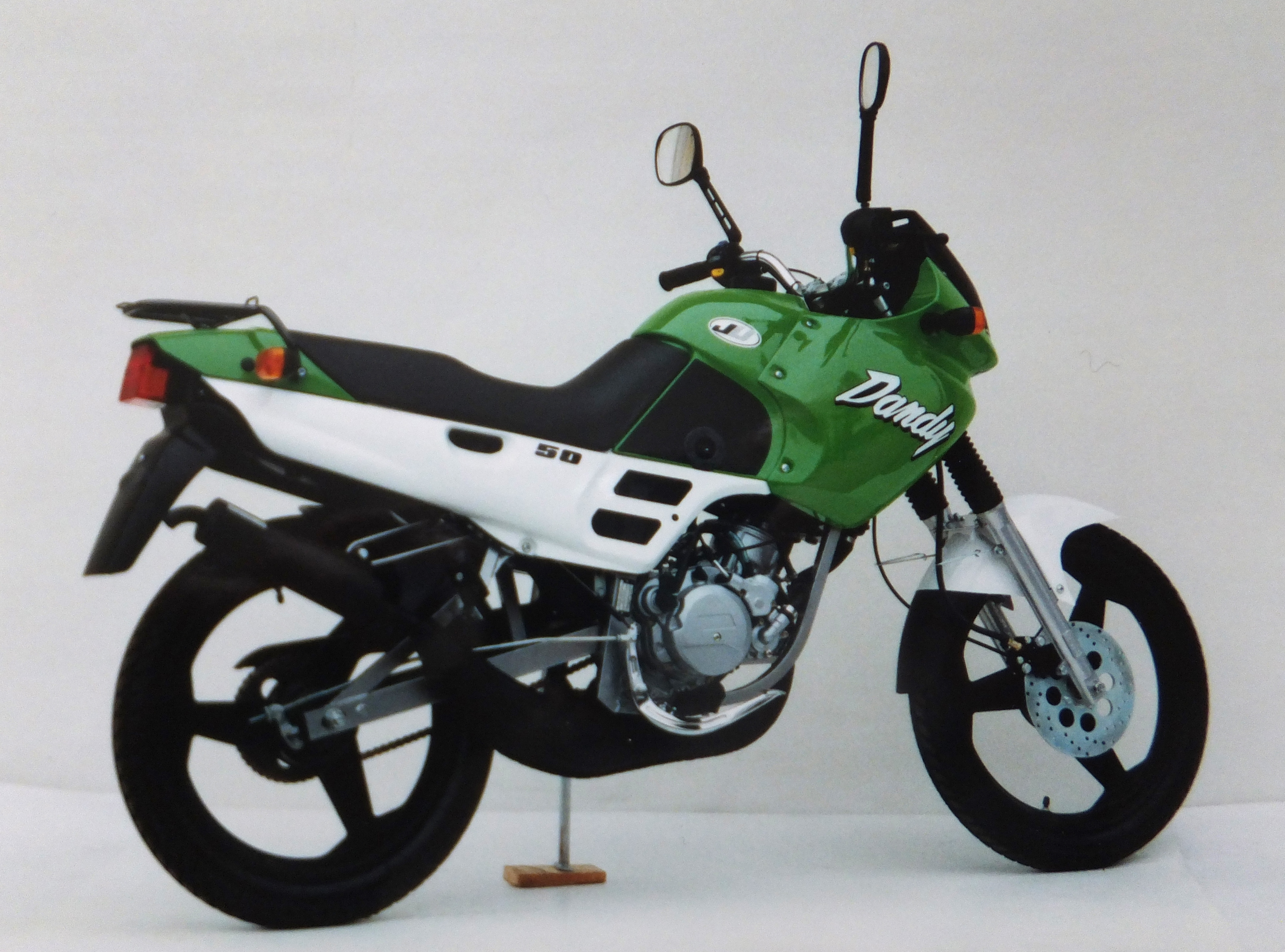
Dandy 50 s vodou chlazeným motorem Minarelli

Následně po vzniku Dandy 125 vodňanští vývojáři zmodernizovali původní padesátku – koncepčně starý motor Sachs, byl nahrazen moderním výkonnějším (5,4 k) vodou chlazeným motorem Minarelli s vyvažovacím hřídelem, elektrickým startérem a šestistupňovou převodovkou. Motocykl s ním dosahoval rychlosti 95 km/h. Spotřeba činila 3,5 l/100 km. Tento motocykl již byl uveden na trh s modernizovaným designem kapotáže, ale i s řadou dalších modernizací. 
Během 4 roků od uvedení Dandy 50 Sachs na trh prošel motocykl řadou zdařilých modernizací, v roce 1999 byl původní tým vývoje rozpuštěn, projekt přesunut do Jawy. Jawa posléze osadila motocykl generačně staršími ale levnějšími komponentami. Dandy 125 byl vyráběn s levnějším motorem OHV, s výkonem 7,2 kW. Po letech byla výroba motocyklu modelové řady Dandy v Týnci nad Sázavou ukončena. Některé komponenty z vodňanské konstrukční kanceláře využívá Jawa dodnes. Motocykl Dandy se nestal tak rozšířeným motocyklem jako Simson v osmdesátých letech či dříve Jawa Pionýr, přesto se stal základem pro některé šikovné české úpravce a tak bylo v ulicích či na polích a lukách možno spatřit například i enduro Dandy 50MX od firmy Jablospol, viz externí odkazy.